# Mehmand
Mehmand è una suddivisione dell'India, classificata come census town, di 5.765 abitanti, situata nel distretto di Bilaspur, nello stato federato del Chhattisgarh. In base al numero di abitanti la città rientra nella classe V (da 5.000 a 9.999 persone).

## Geografia fisica
La città è situata a 22° 02' 08 N e 82° 12' 13 E
.

## Società

### Evoluzione demografica
Al censimento del 2001 la popolazione di Mehmand assommava a 5.765 persone, delle quali 2.999 maschi e 2.766 femmine. I bambini di età inferiore o uguale ai sei anni assommavano a 1.049, dei quali 548 maschi e 501 femmine. Infine, coloro che erano in grado di saper almeno leggere e scrivere erano 3.041, dei quali 1.969 maschi e 1.072 femmine.